# Словенська марка (Священна Римська імперія)
Віндицька марка (нім. Windische Mark; лат. Vindorum Marchiae) також Словенська марка (лат. Marchia Slavica; словен. Slovenska krajina, Slovenska marka) — середньовічна прикордонна марка Священної Римської імперії, що приблизно відповідає теренам Нижньої Крайни в сучасній Словенії.
З 1806 року у складі Австрійської імперії, з 1867 — у складі Австро-Угорщини. Назва країни використовувалась в повному титулі Австрійських імператорів.

## Назва
В західних джерелах ця країна називалась Віндицька марка або Венедська марка (нім. Windische Mark), в Словенії цю область називають «Slovenska marka» або «Slovenska krajina».
Назва Віндич (Windic) утворилась від імені слов'янського племені венедів, які мешкали на теренах центральної Європи від Балтійського моря до Італії, поки їх не почали тіснити й асимілювати саксони та пруси. Ці сорбські та лужицькі племена утворили ранньо-середньовічні князівства та теренах Лужиці, Бранібора, Баварії та Адріатики. Цей термін також використався для позначення слов'янського населення в Східно-Альпійському князівстві Карантанія. Проте, слід зазначити, що середньовічна географічна назва Windisches Land застосовувалась до хорватській області Славонії.

## Історія
623 року в Хроніці Фредегара згадується плем'я Венедів («Sclavos coinomento Winedorum»). 631 року центрально-європейська слов'янська держава Само, за князя Валука, включала Край Венедів ((Marca Vinedorum), розташований в Східних Альпах.
За часів Каролінзької імперії (800—888 рр.) більшість території Венедської марки входили до складу Крайнської або Карніольської марки. Близько 960 року, при королі Отто І вона була відокремлена від Горішньої крайни (Upper Carniola) й приєднана до Савінії (Savinja). 976 року увійшла до новоствореного Каринтійського герцогства.
1036 року маркграф Вільгельм Савінський змістив з трону герцога Каринтії Адальберо, а Венедська марка була відділена від Каринтії і повторно підключена до Крайнської марки, після цього це державне утворення стало називатись Крайнська та Віндицька марка («Carniola and the Windic March»).
1077 року імператор Генріх IV передав Крайнську та Віндицьку марку під керівництво Аквілейського патріарха.
З 1127 по 1131 роки з території краю маркграфами Вейсельберга (Weichselberg, сучасна Вишня Гора) було проведено декілька походів проти Хорватсько-Угорської унії. Спираючись на архієпископа Зальцбурга, вони завоювали територію навколо Метлика до річки Купа на південному сході. Цей регіон також має назву Біла Країна (Bela Krajina).
До 1209 року графи Вейсельберга продовжували правити в Словенській марці. Одружившись з останньою спадкоємницею Софією Вейсельбург граф Андех та його нащадки стали правити цими теренами, а також Маркграфством Істрія та Князівством Меранія. Словенська марка була частиною приданого Агнеси Меранської, сестри герцога Отто І Меранського, під час одруження з герцогом Австрії та Штирії Фрідріхом II 1229 року. Фрідріх II після цього називав себе також Володарем Країни (Dominus Carniole).
У 1248 році цей титул прийняв Ульрих III, герцог Каринтійський, який одружився з Агнесою Меранською після смерті Фрідріха в 1246 році. Коли Ульріх помер 1269 року, король Богемії та герцог Австрії Оттокар II окупував Крайнську і Словенську марки, Савінію, Словень Градець і його володіння протягнулись від Балтійського моря до Адріатики.
Після 1282 імператор Рудольф I Габсбург передав Країну та Словенську марку своїм синам. Пізніше ці землі були об'єднані під контролем герцога Мейнхарда II з Горицької династії. 1374 року, після смерті останнього представника тірольської гілки Горицької династії, Словенська марка остаточно відійшла до володінь династії Габсбурґів.
Австрійські, а пізніше Австро-Угорські, імператори в своєму повному титулі мали також титул «Володарі Словенської марки».